# Leptotrema schizolomum
Leptotrema schizolomum är en lavart som beskrevs av Müll. Arg. 1889. Leptotrema schizolomum ingår i släktet Leptotrema och familjen Thelotremataceae.   Inga underarter finns listade i Catalogue of Life.